# Bracon ternatensis
Bracon ternatensis är en stekelart som beskrevs av Schulz 1906. Bracon ternatensis ingår i släktet Bracon och familjen bracksteklar. Inga underarter finns listade.